# Feodosia Furculiță
Feodosia Furculiță (n. 11 iunie 1958, satul Șercani, raionul Orhei) este un general din Republica Moldova, care deține funcția de director al Serviciului vamal al Republicii Moldova.

## Biografie
Feodosia Furculiță s-a născut la data de 11 iunie 1958 în satul Șercani (raionul Orhei). A absolvit în anul 1976 Tehnicumul financiar–economic din orașul Chișinău, apoi Universitatea de Stat, specialitatea Finanțe și Credit (1990) și Academia de Administrare Publică de pe lângă Guvernul R. Moldova (1995). 
Începând din anul 1976 lucrează la Primăria orașului Orhei, deținând consecutiv funcțiile de inspector, șef al Secției Financiare, viceprimar, șef al Directiei financiar–economice. În anul 1996 a fost transferată în cadrul Ministerului Finanțelor în calitate de sef de directie. Din anul 1998 deține consecutiv funcțiile de șef-adjunct, șef al Inspectoratului Fiscal al sectorului Buiucani din municipiul Chișinău. 
La data de 3 aprilie 2002, prin Hotărârea Guvernului Republicii Moldova, a fost numită în funcția de viceministru al Finanțelor. După decesul lui Nicolae Vîlcu, Feodosia Furculiță a fost numită la 17 mai 2006 în funcția de director al Serviciului vamal. 
La 1 august 2006, prin decret prezidențial, Feodosia Furculiță a primit gradul special de general-maior al serviciului vamal.  La 3 aprilie 2008, a fost eliberată la cerere din funcția de director general al Serviciului Vamal .